# Distretti amministrativi azeri del Nagorno Karabakh
Per Distretti amministrativi azeri del Nagorno Karabakh devono intendersi le circoscrizioni territoriali insistenti nell'Oblast' Autonoma del Nagorno Karabakh e nei territori circostanti alla stessa prima dello scoppio della prima guerra del Nagorno Karabakh.
Alcuni di questi distretti sono ora parzialmente compresi in parte nella repubblica de facto dell'Artsakh (già Nagorno Karabakh) e in parte nel territorio dell'Azerbaigian, altri sono invece completamente entro i confini dell'Artsakh. La loro funzione amministrativa è pertanto, allo stato, cessata.

## Lista dei distretti

### Distretti completamente entro i confini dell'Artsakh
- Distretto di Kəlbəcər
- Distretto di Laçın
- Distretto di Qubadlı
- Distretto di Şuşa
- Distretto di Xocalı
- Distretto di Zəngilan

### Distretti parzialmente entro i confini dell'Artsakh
- Distretto di Ağdam
- Distretto di Cəbrayıl
- Distretto di Füzuli
- Distretto di Tərtər
- Distretto di Xocavənd